# 洛斯蘭喬斯 (加利福尼亞州)
洛斯蘭喬斯（英語：Los Ranchos）是位於美國加利福尼亞州聖路易斯-奧比斯保縣的一個人口普查指定地區。

## 地理
洛斯蘭喬斯的座標為35°12′43″N 120°37′46″W / 35.21194°N 120.62944°W，而該地最高點為海拔高度78米（即256英尺）。

## 人口
根據2010年美國人口普查的數據，洛斯蘭喬斯的面積為7.337平方千米，當中陸地面積為7.328平方千米，而水域面積為0.009平方千米。當地共有人口1477人，而人口密度為每平方千米201人。